# Cochlioda
Cochlioda é um género botânico pertencente à família das orquídeas (Orchidaceae).

## Lista de espécies
1. Cochlioda beyrodtiana
2. Cochlioda chasei
3. Cochlioda densiflora
4. Cochlioda miniata
5. Cochlioda mixtura
6. Cochlioda noezliana
7. Cochlioda rosea
8. Cochlioda vulcanica